# Fontaine des Dames
La fontaine des Dames est une fontaine publique située à Besançon dans le département du Doubs.

## Localisation
La fontaine est sise 10 rue Charles-Nodier à Besançon, à l'angle du mur d'enceinte de la Préfecture. Elle s'appelle ainsi car à cet endroit se trouvait autrefois le couvent des Dames de l'immaculée conception.

## Histoire
La fontaine construite en 1760 ou 1785, a été dessinée par Claude Joseph Alexandre Bertrand et sculptée par Luc Breton. Elle est ornée d'une œuvre attribuée à Claude Lullier. La fontaine fait l’objet d’un classement au titre des monuments historiques depuis le 16 août 1921.

## Architecture
La décoration de la fontaine, entourée de concrétions inspirées par celles de la grotte d'Osselle, représente deux dauphins entrelacées supportant une conque sur laquelle trône une sirène dont l'eau jaillissait des seins. Cette sculpture en bronze, attribuée à Claude Lulier, provient d'une ancienne fontaine du palais Granvelle, construite entre 1542 et 1546 au centre de la cour. Le monument était constitué d'un bassin au-dessus duquel s'élevait une colonne. C'est au pied de celle-ci qu'était appuyée la sirène. La colonne était surmontée d'une statue antique de Jupiter en marbre blanc offerte en 1683 à Louis XIV et conservée aujourd'hui au Musée du Louvre. Au début du XVIIIe siècle, la fontaine fut démantelée. La sirène, longtemps conservée à l'Hôtel de ville, fut remployée en 1785 pour la fontaine des Dames. L'original de cette sculpture, remplacé par une copie depuis 1993, est conservé au musée du Temps.

## Intérêt, protection et statut
L'ancienne fontaine du palais Granvelle est connue par une description précise du XVIe siècle. Ses éléments les plus importants : Jupiter et son socle, sirène...sont conservés à Besançon et Paris. Une statue du cardinal de Granvelle la remplaça un temps au centre de la place intérieure du palais.